# Mãe Agripina de Aganju
Agripina Soares de Souza (Santo Amaro, 28 de março de 1890 - Brasília, 26 de dezembro de 1966), também conhecida como Obá Dei, foi uma celebrada sacerdotisa do Candomblé Queto (ialorixá), ativo ao longo do século XX em Salvador e Rio de Janeiro.

## Vida
Agripina nasceu em Santo Amaro, no Recôncavo Baiano, em 28 de março de 1890. Em data incerta, se casou com o comerciante Amaro de Souza, que operava no Mercado Modelo de Salvador, e ali se fixaram. Em decorrência de um incêndio, perdeu todos os seus bens e o casal foi acolhido pela ialorixá Eugênia Ana dos Santos, a Mãe Aninha, que lhes deu um pedaço de terra na roça de São Gonçalo do Retiro. No local, com ajuda de Joaquim Vieira da Silva, o Obá Sinhá, Eugênia fundou o terreiro de Ilê Axé Opô Afonjá em 1910. Em 7 de setembro do mesmo ano, com 20 anos de idade, Agripina foi feita primeira iaô do Ilê Axé com Xangô Aganju como seu orixá. Em 1935, foi designada a nova ialorixá do Ilê Axé Opô Afonjá fundado e gerenciado nos anos 1930 por Eugênia em São João de Meriti. Em tal tarefa, foi auxiliada por Paulina de Oxum.
O terreiro mudou de endereço inúmeras vezes ao longo dos anos subsequentes até ser instalado em definitivo, em 1946, em Coelho da Rocha, onde Agripina construiu um barracão, quartos de santo e a casa onde residiria. Lá não só fazia suas obrigações como fundou, em sede própria, a Sociedade Cruz Santa do Rio de Janeiro Axé Opô Afonjá. Entre 1951 e 1965, iniciou 33 iaôs em sete barcos e confirmou vários ogãs. Em 1966, fez uma viagem a Brasília para realizar uma cirurgia ocular. Se sabe que também possuía bronquite asmática. Faleceu ali em 26 de dezembro. Seu corpo foi transladado ao Rio de Janeiro, e sepultado no Campo Santo da Vila Rosali. Após a conclusão dos rituais fúnebres, Cantulina Garcia Pacheco, dita Airá Tolá, que servia como iaquequerê desde 1958, foi designada sua sucessora como ialorixá.

## Avaliação
Segundo João Batista dos Santos Tobiobá, Agripina "não sabia nada, com dizem, mas o seu coração era somente amor para servir aos amigos dos orixás". Por sua vez, segundo Gonçalo Santa Cruz de Souza, "Era uma pessoa alegre e que adorava crianças a sua volta. [...] os seus filhos e filhas ainda vivos informam que ela possuía grande doçura de trato e que jamais brigava sem acariciar depois."